# North West Sydney Spirit FC
North West Sydney Spirit FC, kortweg NWS Spirit en voorheen Northern Spirit FC, is een Australische voetbalclub uit Noord-Sydney.
De club speelde tussen 1998 en 2004 in de National Soccer League waarin tweemaal de finale gehaald werd. Voor korte tijd was de club eigendom van het Schotse Rangers FC.
Na de opheffing van de National Soccer League ging de club door zonder seniorenteams. Onder de naam Gladesville Spirit FC, kortweg Spirit FC, wordt sindsdien gespeeld in de NSW Premier Youth League. Tegenwoordig zijn er weer seniorenteams en speelt het eerste op regionaal niveau in de NSW Division 1. De club heeft een samenwerkingsverband met Central Coast Mariners.
In 2019 fuseerde de club met North West Sydney Women's Football Association tot North West Sydney Football Ltd.

## Bekende (ex-)spelers
- Ian Crook